# Diane Seuss
Diane Seuss (Michigan City, 1956) è una poetessa statunitense.

## Biografia
Nata e cresciuta in Indiana, Diane Seuss ha conseguito la laurea triennale al Kalamazoo College e la magistrale alla Western Michigan University. Successivamente ha insegnato al Kalamazoo College dal 1988 al 2016. Ha cominciato ad affermarsi verso la fine degli anni novanta con la raccolta di poesie It Blows You Hollow (1998). Nel 2016 è stata candidata al Premio Pulitzer per la poesia per Four-Legged Girl, mentre nel 2018 è stata finalista per il National Book Critics Circle Award per la poesia. Dopo aver ottenuto la Guggenheim Fellowship nel 2020, nel 2021 ha pubblicato la raccolta frank: sonnets, per cui la ricevuto il plauso della critica, il National Book Critics Circle e il Premio Pulitzer per la poesia.
Nel 2023 vince il XXXV Premio internazionale Camaiore-Francesco Belluomini.

## Opere
- It Blows You Hollow, New Issues Press, 1998. ISBN 9780932826657
- Wolf Lake, White Gown Blown Open, University of Massachusetts Press, 2010. ISBN 9781558498259
- Four-Legged Girl, Graywolf Press, 2015. ISBN 9781555977221
- Still Life with Two Dead Peacocks and a Girl, Graywolf Press, 2018. ISBN  9781555979966
- frank: sonnets, Graywolf Press, 2021. ISBN 9781644450451